# Ben Feringa
Bernard Lucas Feringa, più conosciuto come Ben Feringa (Barger-Compascuum, 18 maggio 1951), è un chimico olandese, specializzato in nanotecnologie molecolari e catalisi omogenea, vincitore del premio Nobel per la chimica nel 2016 assieme a Jean-Pierre Sauvage e J. Fraser Stoddart per la progettazione e la sintesi di macchine molecolari.

## Biografia
Feringa è nato come figlio del contadino Geert Feringa (1918-1993) e di sua moglie Lies Feringa nata Hake (1924-2013). Feringa era il secondo di dieci fratelli in una famiglia cattolica. Trascorse la sua giovinezza nella fattoria di famiglia, che si trova direttamente al confine con la Germania, a Barger-Compascuum nella brughiera di Bourtange. È di origini olandesi e tedesche. Tra i suoi antenati c'è il colono Johann Gerhard Bekel. Insieme a sua moglie Betty Feringa, ha tre figlie. Vive a Paterswolde vicino a Groningen. 

## Carriera
Feringa ha conseguito la laurea magistrale con lode presso l'Università di Groningen nel 1974. Successivamente ha ottenuto il dottorato di ricerca presso la stessa università nel 1978, con la tesi dal titolo "Ossidazione asimmetrica dei fenoli. Atropisomeria e attività ottica" sotto la supervisione del professor Hans Wijnberg. Dopo un breve periodo presso la Shell nei Paesi Bassi e nel Regno Unito, è stato nominato docente presso l'Università di Groningen nel 1984 e professore ordinario, succedendo al professor Wijnberg, nel 1988. La sua carriera iniziale si è concentrata sulla catalisi omogenea e sulla catalisi di ossidazione. In particolare sulla stereochimica con importanti contributi nel campo della catalisi enantioselettiva, tra cui il ligando monofos utilizzato nell'idrogenazione asimmetrica,  e nelle aggiunte coniugate asimmetriche di reagenti organometallici, tra cui l'altamente reagenti organolitiosi reattivi e fotochimica e stereochimica organica. Negli anni '90, il lavoro di Feringa sulla stereochimica ha portato a importanti contributi nella fotochimica, contribuendo al primo motore rotativo molecolare monodirezionale guidato dalla luce e successivamente a un'auto molecolare (una cosiddetta nanocar) azionata da impulsi elettrici.
Ben Feringa detiene oltre 30 brevetti e ha pubblicato oltre 650 articoli di ricerca peer reviewed, citati più di 30.000 volte e ha un h-index superiore a 90. Ha guidato oltre 100 studenti di dottorato nel corso della sua carriera.. È stato visiting professor a Lovanio, Santiago de Compostela e presso l'Università del Colorado.

## La ricerca
La ricerca di Feringa comprende aree quali la catalisi asimmetrica, la fotofarmacologia, gli interruttori e i motori molecolari, l'autoassemblaggio, la stereochimica, la sintesi organica e i nanosistemi molecolari. Basandosi sul lavoro pionieristico di Stoddart e Sauvage, Feringa si è concentrato sullo sviluppo e la sintesi di macchine nanomolecolari.
La svolta nel 1999 con lo sviluppo di un motore molecolare guidato dalla luce. Questo fu anche il primo motore molecolare sintetico (allo stesso tempo, T. Ross Kelly pubblicò su Nature un approccio diverso a un motore molecolare artificiale, ma la funzione era molto più limitata rispetto a quello di Feringa). I motori molecolari sono più comuni in natura, ad esempio nelle cellule muscolari o nel flagello dei batteri.
Nel 2011, Feringa è stato il primo al mondo a sintetizzare motori molecolari che ruotano continuamente sotto l'influenza della luce ultravioletta. Questo è considerato uno dei punti salienti della chimica moderna. Con il suo gruppo di ricerca, Feringa è anche riuscito a sviluppare una "nanocar", una molecola in grado di muoversi su una superficie metallica. Questo minuscolo veicolo è costituito da una molecola allungata con motori molecolari a ciascuna estremità che fungono da ruote. Per registrare il movimento, è stato utilizzato un microscopio a scansione a tunnel. Il veicolo copriva una distanza di circa sei nanometri in linea quasi retta in dieci passi. In futuro, questo fatto ha aperto prospettive per innumerevoli applicazioni, come la somministrazione mirata di farmaci nell'organismo. L'Accademia cinese delle scienze la indicò come una delle 10 principali scoperte scientifiche in tutto il mondo.
Le applicazioni degli interruttori molecolari sviluppati nel suo gruppo includono materiali e superfici reattive, cristalli liquidi, dispositivi elettrocromici per l'optoelettronica, DNA fotocommutabile come memory stick molecolare, reattivo gel, polimeri e canali proteici commutabili alla luce per sistemi di somministrazione di farmaci su scala nanometrica, rilevamento di anioni, catalizzatori reattivi e fotofarmacologia così come approcci completamente nuovi che utilizzano farmaci reattivi agli agenti antitumorali, al trattamento antibiotico e alla resistenza agli antibiotici e alla formazione di biofilm. L'interfacciamento dei motori molecolari con il mondo macroscopico mediante assemblaggio superficiale su nanoparticelle d'oro e un film d'oro macroscopico, ha dimostrato che il motore funziona mentre è chimicamente legato a una superficie, un risultato chiave per le future nanomacchine come un nastro trasportatore molecolare. Gli esperimenti che coinvolgono il drogaggio di cristalli liquidi con motori molecolari dimostrano che il movimento del motore può essere sfruttato per far ruotare gli oggetti macroscopici su un film di cristalli liquidi e guidare i sistemi molecolari fuori equilibrio. Molte di queste scoperte sono state selezionate per l'elenco delle scoperte chimiche più importanti dell'anno da Chemical & Engineering News.

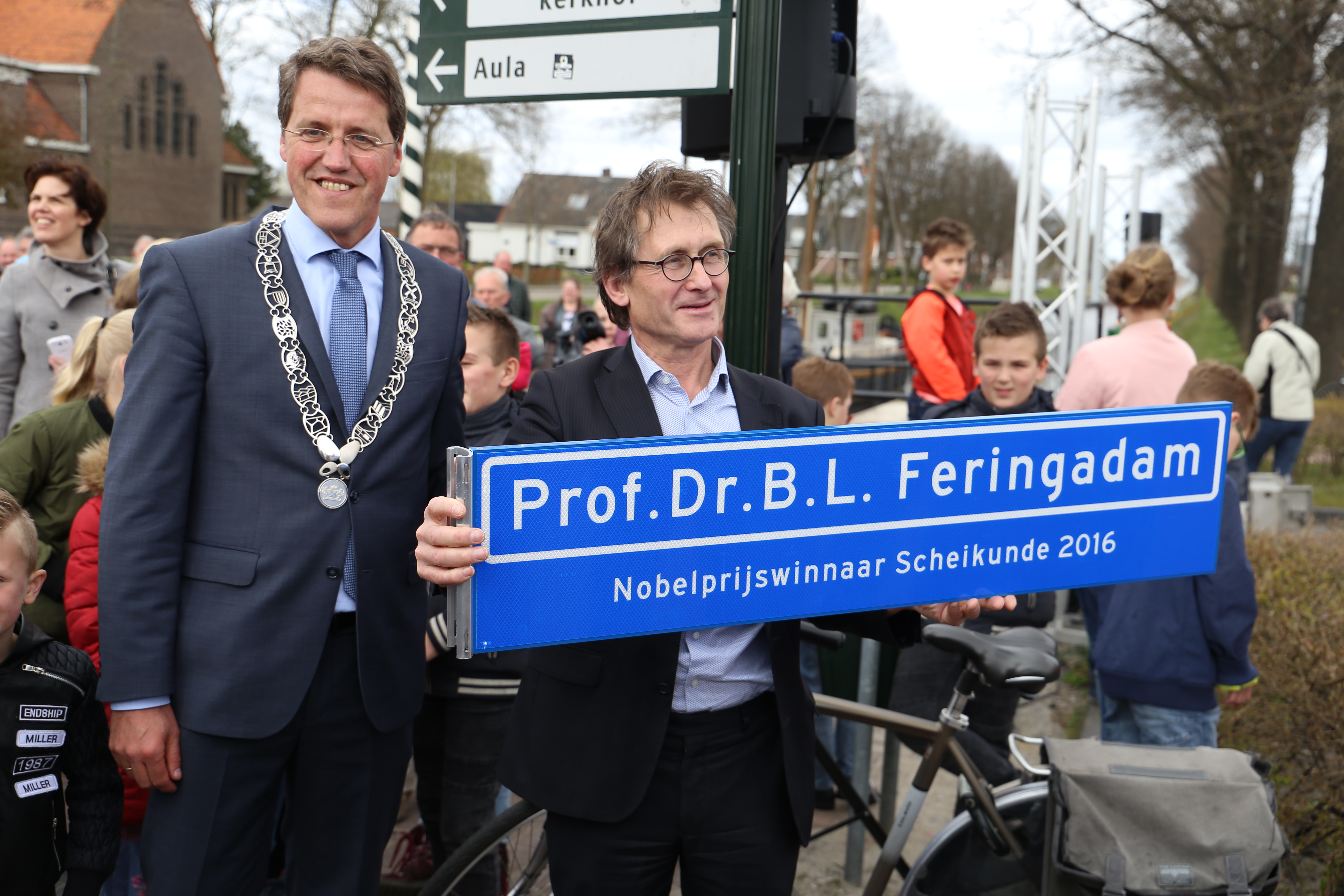
Dopo aver vinto il premio Nobel, una piazza del suo villaggio natale gli è stata intitolata (2017)

Oltre ai motori molecolari e agli interruttori, il lavoro di Feringa ha attraversato molte discipline e include l'uso di fosforamiditi come leganti nella catalisi asimmetrica, un eccellente stereocontrollo è stato archiviato nella formazione di legami C-C catalizzati dal rame, che ha portato a una svolta nell'addizione di coniugati asimmetrici catalitici.  Poiché le fosforamiditi hanno trovato impiego nell'industria, recentemente le hanno utilizzate come reagenti di partenza per la formazione di legami C-P asimmetrici. Tradizionalmente, un ligando chirale esterno viene utilizzato per l'induzione chirale in una reazione di accoppiamento C-P, ma la coordinazione competitiva dei composti di fosforo iniziali e finali con i catalizzatori metallici, insieme a un legante chirale esterno, riduce l'enantioselettività. Poiché i fosforamiditi contenenti BINOL hanno le proprietà di un ligando chirale intrinseco e contemporaneamente possono fungere da substrato, hanno ipotizzato (positivamente) che avrebbero aumentato la stereoselettività nei processi di accoppiamento C-P con i composti arilici.